# Grzegorz Poźniak
Grzegorz Poźniak (ur. 21 lipca 1971 w Głubczycach) – polski muzykolog, kompozytor, doktor habilitowany nauk teologicznych oraz doktor nauk humanistycznych, profesor Uniwersytetu Opolskiego, kapłan rzymskokatolicki.

## Życiorys
Początkowe kształcenie muzyczne pobierał u ojca – pianisty, który grał muzykę rozrywkową w zespole Medicus oraz w Państwowej Szkole Muzycznej I stopnia w Głubczycach, gdzie uczył się gry na skrzypcach, fortepianie i gitarze. W Głubczycach ukończył również szkołę podstawową oraz liceum ogólnokształcące. W 1996 roku ukończył studia teologiczne w Uniwersytecie Opolskim. Studiował muzykologię w Katolickim Uniwersytecie Lubelskim, gdzie w 2001 roku obronił pracę magisterską, pt. Organy i organiści w archidiakonacie opolskim na podstawie akt wizytacyjnych z lat 1652, 1679, 1680, 1686, 1687/88, napisaną pod kierunkiem ks. prof. dr. hab. Jana Chwałka. W roku akademickim 2000/2001 przebywał na stypendiach naukowych w Hochschule für Katholische Kirchenmusik und Musikpädagogik w Ratyzbonie i w Mayfair School of English w Londynie. W 2004 roku ukończył natomiast Podyplomowe Studium Chórmistrzowskie w Akademii Muzycznej w Bydgoszczy.  
W 2006 roku obronił w Uniwersytecie Opolskim doktorat w zakresie nauk teologicznych na podstawie pracy pt. Problematyka scholi liturgicznej w świetle reformy Soboru Watykańskiego II. Studium teologiczno-muzykologiczne na przykładzie diecezji opolskiej. W 2010 roku osiągnął habilitację na podstawie rozprawy pt. Popularna muzyka chrześcijańska w Polsce. Teologiczno-muzykologiczne spojrzenie. Dodatkowo w 2013 roku obronił doktorat w Instytucie Muzykologii Katolickim Uniwersytecie Lubelskim Jana Pawła II w zakresie nauk humanistycznych, na podstawie pracy pt. Firma organmistrzowska „Berschdorf” z Nysy w świetle korespondencji z parafią pw. św. Bartłomieja w Gliwicach. 
Grzegorz Poźniak jest współtwórcą muzykologii w Uniwersytecie Opolskim. Od 2002 roku zatrudniony jest w Katedrze Muzyki Kościelnej i Wychowania Muzycznego Wydziału Teologicznego Uniwersytetu Opolskiego, a od 2015 roku pełni funkcję kierownika katedry tegoż wydziału na stanowisku profesora uczelnianego. Prowadzi chór Wyższego Międzydiecezjalnego Seminarium Duchownego w Opolu, gdzie wykłada również muzykę i śpiew kościelny. Stał się pomysłodawcą przekształcenia Diecezjalnej Szkoły Organistowskiej (Studium) na Diecezjalny Instytut Muzyki Kościelnej. Jest autorem projektu aktualnego funkcjonowania placówki (m.in. statut OPP) oraz od 2005 roku jej dyrektorem.
Jest referentem ds. Muzyki Kościelnej Kurii Diecezjalnej w Opolu. W latach 2009–2016 realizował zadania rzeczoznawcy Ministra Kultury i Dziedzictwa Narodowego w zakresie organów piszczałkowych. Do tej pory w diecezji opolskiej nadzorował remont blisko 200 organów. Należy do Związku Kompozytorów Polskich oraz Internationale Arbeitsgemeinschaft für Hymnologie. W latach 2002–2013 pełnił funkcję diecezjalnego duszpasterza muzyków kościelnych. Wieloletni członek zarządu Stowarzyszenia Polskich Muzyków Kościelnych. Przez dwie kadencje (2005–2013) pełnił rolę zastępcy prezesa SPMK, a w kolejnej (do 2017) był jego prezesem. Jest założycielem Biuletynu SPMK w 2015 roku przekształconego w rocznik Musica Ecclesiastica, którego był redaktorem naczelnym do 2018 r. Wielokrotnie reprezentował opolskie środowisko muzyki kościelnej z gościnnymi wykładami w zagranicznych ośrodkach muzykologicznych, m.in. w Ratyzbonie, Tokio, Waegwan, Lucernie, Pradze, Belgradzie, Cetinje i Havanie, gdzie od 2014 roku jest gościnnym profesorem z zakresu organoznawstwa i historii budownictwa organowego. Organizuje również w Opolu naukowe sesje organoznawcze Śląskie Organy.

## Twórczość
Zainteresowania badawcze ks. Grzegorza Poźniaka koncentrują się wokół muzyki kościelnej oraz organoznawstwa i historii budownictwa organowego na Śląsku, a także popularnej muzyki chrześcijańskiej. Jest autorem blisko 80 artykułów naukowych, redaktorem prac zbiorowych oraz licznych autorskich publikacji książkowych. Jest inicjatorem i redaktorem płytowych serii wydawniczych w Diecezjalnym Instytucie Muzyki Kościelnej: Organy Śląska Opolskiego, Musica Silesiae oraz Magister et discipuli. Jest redaktorem naczelnym naukowych serii wydawniczych: Opoliensis Musica Ecclesiastica oraz Muzykologia Opolska * Studia i Materiały. 
Jako chórmistrz chóru Wyższego Międzydiecezjalnego Seminarium Duchownego w Opolu nagrał 3 płyty CD oraz prowadził koncerty oratoryjne. W 2016 roku ukazała się płyta CD Spotkania, zawierająca jego autorską twórczość. W swoim dorobku posiada również kompozycje muzyczne, głównie śpiewy kościelne, liturgiczne, w tym liczne utwory własne, harmonizacje i opracowania chóralne, a także 2 cykle mszalne w języku polskim. Uhonorowany nagrodami uczelnianymi, wyróżnieniem dla animatora i twórcy kultury z rąk Marszałka Województwa Opolskiego oraz Srebrną (a w 2025 r. Złotą) Odznaką „Za opiekę nad zabytkami”, przyznaną przez Ministra Kultury i Dziedzictwa Narodowego.

## Wybrane publikacje
- Schola liturgiczna. Studium teologiczno-muzykologiczne na przykładzie diecezji opolskiej (OBT 89), Opole 2006.
- Popularna muzyka chrześcijańska w Polsce. Teologiczno-muzykologiczne spojrzenie (OBT 109), Opole 2009.
- Mówię świadomie i poprawnie. Pytania – odpowiedzi – ćwiczenia (Podręczniki i Skrypty 14), Opole 2012.
- Firma organmistrzowska «Berschdorf» z Nysy w świetle korespondencji z parafią pw. św. Bartłomieja w Gliwicach (Z Dziejów Kultury Chrześcijańskiej na Śląsku 74), Opole 2012.
- Katalog organów diecezji opolskiej, cz. I (Z Dziejów Kultury Chrześcijańskiej na Śląsku 80), Opole 2014.
- Katalog organów diecezji opolskiej, cz. II (Z Dziejów Kultury Chrześcijańskiej na Śląsku 86), Opole 2015.
- Joseph Habel (1840–1920) – organmistrz z Bliszczyc na Śląsku (Muzykologia Opolska * Studia i Materiały 1), Opole 2016.
- Katalog organów w kościołach ewangelickich Opolszczyzny (Muzykologia Opolska * Studia i Materiały 2), Opole 2017.
- W służbie Słowa, Opole 2017.
- O organach z dziećmi i dla dzieci, Opole 2018.
- W służbie metafory, Opole 2018.